# Metapenaeus lysianassa
Metapenaeus lysianassa är en kräftdjursart som först beskrevs av De Man 1888.  Metapenaeus lysianassa ingår i släktet Metapenaeus och familjen Penaeidae. Inga underarter finns listade i Catalogue of Life.